# Unbiuni
Unbiuni (phát âm như "un-bi-un-ni"; tên quốc tế: unbiunium) là tên gọi tạm thời của nguyên tố giả thuyết trong bảng tuần hoàn có ký hiệu tạm thời là Ubu và số hiệu nguyên tử là 121. Nó có thể là nguyên tố đầu tiên trong lớp g của bảng tuần hoàn. Đến năm 2012, chưa có thí nghiêm nào tổng hợp unbiuni. Phân tử khối dự đoán của Ubu là 320 (g/mol).

## Tên gọi
Tên gọi unbiuni được đặt theo quy ước của và sẽ được đặt tên sau khi phát hiện chính thức.

## Cấu hình electron
Unbiuni là nguyên tố đầu tiên mà cấu hình electron ở trạng thái ổn định của nó có thể chứa 1 electron trong phân lớp g, điều này có thể xếp nó vào lớp g. Tuy nhiên, không phải lanthan cũng như actini thể hiện trạng thái ổn định được dự đoán trong lớp f, và nằm trong nhóm kim loại chuyển tiếp.